# Socorro (Nuevo México)
Socorro es una ciudad ubicada en el condado de Socorro en el estado estadounidense de Nuevo México. En el Censo de 2010 tenía una población de 9051 habitantes y una densidad poblacional de 242,65 personas por km².

## Geografía
Socorro se encuentra ubicada en las coordenadas 34°3′17″N 106°54′22″O / 34.05472, -106.90611. Según la Oficina del Censo de los Estados Unidos, Socorro tiene una superficie total de 37.3 km², de la cual 37.27 km² corresponden a tierra firme y (0.07%) 0.03 km² es agua.

## Historia
En junio de 1598, el explorador español Juan de Oñate (nacido en Zacatecas, Virreinato de Nueva España, ahora México) dirigía una expedición de pobladores españoles a través de la Jornada del Muerto, una zona desértica que termina justo al sur de la actual ciudad de Socorro. Cuando los españoles salieron del desierto, los indios Piro, un grupo de los Indios Pueblo, les proporcionaron agua y comida. Por esta razón, los españoles bautizaron un pueblo con el nombre de Socorro, donde se creó la primera misión con el nombre de Nuestra Señora del Socorro en 1626, cuando ya vivían en la zona unos 600 habitantes ()

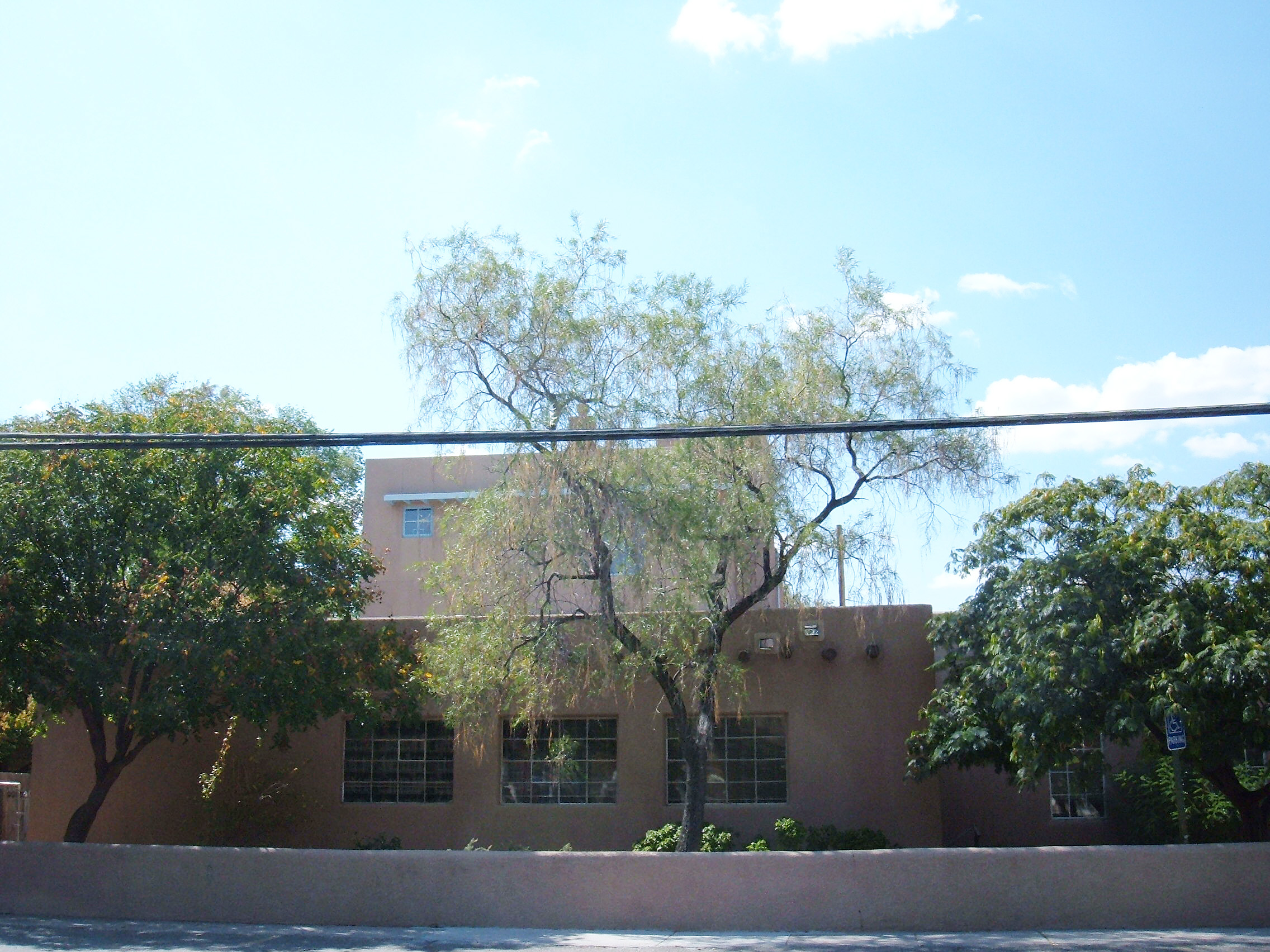
Biblioteca pública de Socorro.

## Demografía
Según el censo de 2010, había 9051 personas residiendo en Socorro. La densidad de población era de 242,65 hab./km². De los 9051 habitantes, Socorro estaba compuesto por el 80.73% blancos, el 1.54% eran afroamericanos, el 3.88% eran amerindios, el 2.07% eran asiáticos, el 0.07% eran isleños del Pacífico, el 8.28% eran de otras razas y el 3.45% pertenecían a dos o más razas. Del total de la población el 53.97% eran hispanos o latinos de cualquier raza.